# Joeropsis caboverdensis
Joeropsis caboverdensis is een pissebed uit de familie Joeropsididae. De wetenschappelijke naam van de soort is voor het eerst geldig gepubliceerd in 1988 door Mueller.